# 福岡県立ありあけ新世高等学校
福岡県立ありあけ新世高等学校（ふくおかけんりつ ありあけしんせいこうとうがっこう）は、福岡県大牟田市大字吉野にある県立高等学校。福岡県筑後地区で唯一の総合学科校である。

## 概要
歴史
2002年（平成14年）に大牟田市内にある下記の福岡県立高等学校3校の統合によって設立（開校は翌2003年（平成15年））。2022年（令和4年）に創立20周年を迎えた。
- 福岡県立三池農業高等学校
- 福岡県立大牟田商業高等学校
- 福岡県立大牟田南高等学校

設置課程・学科
全日制課程 総合学科 （単位制）
校訓
- 自立：Self-control（自らを律し、自分のことは自分でやること）
- 自彊：Self-training（自分自身を励まし、絶え間なく頑張ること）
- 飛躍：Sail for the future（自分の未来に向けて羽ばたくこと）

校歌
作詞は今村昌代（第一期生）、作曲は高山保材による。歌詞は3番まであり、各番に校名の「ありあけ新世」が登場する。
応援歌
作詞は宮原知子（第三期生）、作曲は山村泰代（第一期生）による。歌詞は2番まであり、両番に校名の「ありあけ新世」が登場する。
教育課程
資格習得に力を入れており、商業高校以外での二種一級合格者や、筑後地区の高校生唯一の販売士検定二級合格者など、かなりの実績を持つ。

## 沿革
旧・三池農業高等学校
- 1902年（明治35年）4月 - 銀水高等小学校併置の教員養成所が廃止され、「三池郡立実業補習学校」および女子補習科が設置される。
- 1907年（明治40年）6月24日 - 三池郡立実業補習学校を改組の上、「三池郡立三池農学校」（2年制）を設立。
- 1923年（大正12年）4月1日 - 県立移管に伴い、「福岡県立三池農学校」に改称。
- 1936年（昭和11年）4月1日 - 2年制の研究科を設置。
- 1940年（昭和15年）4月1日 - 甲種農学校（5年制）に昇格。
- 1947年（昭和22年）4月 - 学制改革の経過措置により、新制中学校を併置（以下・併置中学校）。
- 1948年（昭和23年）
  - 3月31日 - 旧制・三池農学校が廃止される。
  - 4月1日 - 学制改革により、新制高等学校「福岡県立三池農業高等学校」に改組・改称。併置中学校を継承。
- 1949年（昭和24年）
  - 3月31日 - 併置中学校を廃止。
  - 4月1日 - 定時制課程を設置。
  - 8月31日 - 「福岡県立三池北高等学校」に改称。
- 1955年（昭和30年）4月1日 - 「福岡県立三池農業高等学校」に改称。
- 1959年（昭和34年）3月31日 - 定時制課程を廃止。
- 2003年（平成15年）4月1日 - 生徒募集を停止。
- 2005年（平成17年）3月31日 - 最後の卒業生を送り出し、閉校。

旧・大牟田商業高等学校
- 1924年（大正13年）2月 - 「大牟田商工専修学校」の設置が認可される。大牟田高等小学校の一部を仮校舎として使用。
- 1926年（大正15年）3月 - 「大牟田市立大牟田商業学校」の設置が認可される（大牟田市草木）。
- 1930年（昭和10年）3月 - 大牟田夜間中学が併置される。
- 1947年（昭和22年）4月 - 学制改革の経過措置により、新制中学校を併置（以下・併置中学校）。
- 1948年（昭和23年）
  - 3月31日 - 旧制・大牟田商業学校が廃止される。
  - 4月1日 - 学制改革により、新制高等学校「大牟田市立大牟田商業高等学校」に改組・改称。併置中学校を継承。
- 1949年（昭和24年）
  - 3月31日 - 併置中学校を廃止。
  - 4月 - 大牟田市立大牟田高等学校との統合・県立移管により「福岡県立大牟田南高等学校」に改称。
- 1962年（昭和37年）11月1日 - 大牟田南高等学校から分離の上、「福岡県立大牟田商業学校」として独立。
- 2003年（平成15年）4月1日 - 生徒募集を停止。
- 2005年（平成17年）3月31日 - 最後の卒業生を送り出し、閉校。

旧・大牟田南高等学校
- 1912年（大正元年）11月 - 「三池郡立実科高等女学校」の設立が認可される。大牟田町稲荷に設置。
- 1916年（大正5年）4月 - 「三池郡立三池高等女学校」に改称。
- 1917年（大正6年）4月 - 「大牟田市立大牟田高等女学校」に改称。
- 1918年（大正7年）4月 - 「福岡県大牟田高等女学校」に改称。
- 1947年（昭和22年）4月 - 学制改革の経過措置により、新制中学校を併置（以下・併置中学校）。
- 1948年（昭和23年）
  - 3月31日 - 旧制・大牟田高等女学校が廃止される。
  - 4月1日 - 学制改革により、新制高等学校「大牟田市立大牟田高等学校」に改組・改称。併置中学校を継承。
- 1949年（昭和24年）
  - 3月31日 - 併置中学校を廃止。
  - 4月 - 大牟田市立大牟田商業高等学校との統合・県立移管により「福岡県立大牟田南高等学校」に改称。
- 1962年（昭和37年）11月1日 - 福岡県立大牟田商業学校が分離・独立。
- 2003年（平成15年）4月1日 - 生徒募集を停止。
- 2005年（平成17年）3月31日 - 最後の卒業生を送り出し、閉校。

統合・開校までの流れ
- 2002年（平成14年）
  - 4月1日 - 第十二学区総合学科高校設立準備室が福岡県立三池農業高等学校内に設置される。
  - 11月1日 -「福岡県立ありあけ新世高等学校」が設立。

統合・開校
- 2003年（平成15年）
  - 3月26日 - 第三棟・第二棟の内部改装工事と仮書道室・生徒会・農業クラブ役員室、売店の仮設工事が完了。
  - 4月8日 - 開校式・入学式を挙行。
  - 10月 - 校旗を制定。
  - 12月 - 第五棟4階増の改築が完了。
- 2004年（平成16年）3月 - 看護・福祉棟（食堂を含む）が完成。
- 2005年（平成17年）
  - 2月 - 新第一棟が完成。
  - 3月 - 第四棟内部改造工事（陶芸教室）が完了。定時制課程用屋外照明を設置。
  - 4月1日 - 福岡県立大牟田南高等学校から定時制課程が移管される。
  - 10月 - 第二棟・第三棟内部改造工事（視聴覚室等）が完了。
- 2006年（平成18年）
  - 3月 - 図書館・多目的ホール棟が完成。
  - 7月 - 校舎竣工式を挙行。
- 2011年（平成23年）
  - 3月 - 第三棟の耐震補強工事が完了。
  - 12月 - 第四棟・園芸実習等の耐震補強工事が完了。
- 2012年（平成24年）
  - 2月 - 体育館の耐震補強工事が完了。新弓道場が完成。
  - 10月 - 創立10周年記念式典を挙行。
- 2022年（令和4年）10月 - 創立20周年記念式典を挙行。
- 2021年（令和3年）4月1日 - 定時制課程の募集を停止。
- 2024年（令和6年）3月1日 - 定時制課程閉課程式を挙行。19年の歴史に幕を閉じる[1]。

## 年間行事
2学期制を採用している。
前期
- 4月 - 始業式・入学式
- 5月 - 規律と友情の体験学習
- 6月 - 体育大会・生徒総会・前期中間考査
- 7月 - 夏季休業・夏季課外授業・介護施設体験活動・普通救命講習会
- 8月 - 夏季課外授業・集中講座・インターンシップ
- 9月 - スポーツ交流会（クラスマッチ）・前期期末考査・前期終業式・秋季休業

後期
- 10月 - 後期始業式・中学生体験入学・秋季休業・フリーウエアデイ
- 11月 - 開校記念日・後期中間考査
- 12月 - 人権講演会 二学期期末考査（全学年）・冬季課外
- 1月 - 冬季課外・修学旅行
- 2月 - 創立記念日講座・ディベート大会・マラソン大会（1,2年）・ 三学期期末考査（1,2年）
- 3月 - 卒業証書授与式・春季休業

## 歴代校長
- 初代校長：福永好典（2002年11月着任）[2]
- 第2代校長：野田勉（2008年4月着任）
- 第3代校長：中村邦夫（2012年4月着任）
- 第4代校長：下川雄一郎（2015年4月着任）
- 第5代校長：木本和宏（2016年4月着任）

## 著名な卒業生
三池農業
- 田中学 - 元プロ野球選手

大牟田南
- 小林浩二 - 元プロ野球選手
- 橋本せつ子 - 株式会社セルシード社長
- 服部信治 - 株式会社アーバネットコーポレーション創業者・社長

ありあけ新世
- 山村響 - 声優

## 交通アクセス
最寄りの鉄道駅
- JR九州 鹿児島本線 「吉野駅」より徒歩4分
- 西鉄 天神大牟田線 「倉永駅」より徒歩7分

最寄りのバス停留所
- 西鉄バス 57番・59番系統 「ありあけ新世校入口」より徒歩数分

最寄りの幹線道路
- 九州自動車道 「南関IC」より10km

## 周辺
- 国立病院機構大牟田病院
- 福岡県立大牟田北高等学校
- 明光学園中学校・高等学校